# Carmen Garrido Pérez
Carmen Garrido Pérez (Madrid, 1947-Madrid., 8 de diciembre de 2020) fue una historiadora de arte española especializada en documentación e investigación técnica de la pintura para su musealización, conocimiento y conservación.

## Trayectoria
Garrido estudió Historia del Arte en la Universidad Autónoma de Madrid, donde se licenció y doctoró en 1979. El título de su tesis, Contribución al estudio de pinturas hispano-flamencas y renacentistas utilizando los métodos físico-químicos de examen científico, es indicativo del ámbito al que dedicó sus investigaciones. Se especializó en el análisis físico y químico de la pintura, como procedimiento de investigación de la técnica utilizada por los artistas en sus trabajos creativos. Además amplió sus trabajos de investigación analizando el estado de las obras en instituciones como el Museo Metropolitano de Arte de Nueva York, la Pinacoteca Antigua de Múnich o la Universidad Católica de Lovaina. 
Garrido trabajó en la Escuela de Restauración de Madrid, en el Laboratorio del Instituto de Conservación y Restauración, después en 1980 inició su trabajo en el Museo del Prado, en el Gabinete de Documentación Técnica. Fue jefa del Gabinete Técnico del Museo del Prado desde 1982 a 2012. Fruto de sus investigaciones y estudios técnicos son las numerosas publicaciones en diferentes formatos, libros, artículos o monográficos. Participó en exposiciones, cursos y conferencias, así como en congresos técnicos. Su trabajó en el Museo del Prado estuvo dedicado a los pintores de inicios del siglo XV o del siglo XX como Pablo Picasso, cuando examinó el Guernica. El trabajo desarrollado en el Museo del Prado le llevó a analizar más de dos mil obras.
Garrido participó en proyectos de investigación, nacionales e internacionales, desarrolló múltiples colaboraciones con universidades europeas y norteamericanas, así como con otros museos. Fue comisaria junto a Gabriele Finaldi, de la exposición El trazo oculto. Dibujos subyacentes en pinturas de los siglos XV y XVI en el Museo del Prado en 2006.
Entre los libros escritos por Garrido, el libro El Bosco en el Museo del Prado compartiendo autoría con Roger van Schoute, en el que analiza los cuadros de este autor examinando su técnica y pinceladas con la metodología científica desarrollada en el Laboratorio y Gabinete de Documentación Técnica del Museo del Prado que dirigió.

## Obras seleccionadas
- 1981 Estudio técnico del Guernica, en colaboración con María José Cabrera. ISNN: 0210-8143, Vol. 2, Nº. 6, 1981, págs. 147-156.[9]
- 1999 Velázquez: técnica, evolución y conservación de sus pinturas. ISBN: 84-7801-642-2, págs. 167-184.[10]
- 2003 Aproximaciones a la técnica de Tiziano. ISBN: 84-8480-050-4, págs. 93-110.[11]